# Mali Lipovec (Słowenia)
Mali Lipovec – wieś w Słowenii, w gminie Žužemberk. W 2018 roku liczyła 69 mieszkańców.